# Neuilly (Yonne)
Pour les articles homonymes, voir Neuilly.
Neuilly est une ancienne commune française, située dans le département de l'Yonne en région Bourgogne-Franche-Comté, devenue, le 1er janvier 2016, une commune déléguée de la commune nouvelle de Valravillon qui réunit les communes de Laduz, Guerchy, Neuilly et Villemer. 
Son cimetière est classé aux monuments historiques.

## Politique et administration
| Période      | Période  | Identité     | Étiquette | Qualité |
| ------------ | -------- | ------------ | --------- | ------- |
| janvier 2016 | En cours | Benoît Maury |           |         |

| Période    | Période       | Identité               | Étiquette | Qualité |
| ---------- | ------------- | ---------------------- | --------- | ------- |
|            |               |                        |           |         |
| avant 1988 | ?             | Yvon Gout              |           |         |
| mars 2001  | réélu en 2008 | Thierry Perrier-Cornet |           |         |
| mars 2014  | décembre 2015 | Benoît Maury           |           |         |

## Démographie
L'évolution du nombre d'habitants est connue à travers les recensements de la population effectués dans la commune depuis 1793. À partir du 1er janvier 2009, les populations légales des communes sont publiées annuellement dans le cadre d'un recensement qui repose désormais sur une collecte d'information annuelle, concernant successivement tous les territoires communaux au cours d'une période de cinq ans. 
Pour les communes de moins de 10 000 habitants, une enquête de recensement portant sur toute la population est réalisée tous les cinq ans, les populations légales des années intermédiaires étant quant à elles estimées par interpolation ou extrapolation. Pour la commune, le premier recensement exhaustif entrant dans le cadre du nouveau dispositif a été réalisé en 2004,.
En 2013, la commune comptait 448 habitants, en évolution de +3,23 % par rapport à 2008 (Yonne : −0,46 %, France hors Mayotte : +2,49 %).
| 1793 | 1800 | 1806 | 1821 | 1831 | 1836 | 1841 | 1846 | 1851 |
| ---- | ---- | ---- | ---- | ---- | ---- | ---- | ---- | ---- |
| 807  | 884  | 841  | 820  | 905  | 883  | 919  | 909  | 954  |

| 1856 | 1861 | 1866 | 1872 | 1876 | 1881 | 1886 | 1891 | 1896 |
| ---- | ---- | ---- | ---- | ---- | ---- | ---- | ---- | ---- |
| 936  | 880  | 866  | 826  | 822  | 806  | 812  | 765  | 751  |

| 1901 | 1906 | 1911 | 1921 | 1926 | 1931 | 1936 | 1946 | 1954 |
| ---- | ---- | ---- | ---- | ---- | ---- | ---- | ---- | ---- |
| 707  | 692  | 633  | 560  | 523  | 493  | 514  | 434  | 454  |

| 1962 | 1968 | 1975 | 1982 | 1990 | 1999 | 2004 | 2009 | 2013 |
| ---- | ---- | ---- | ---- | ---- | ---- | ---- | ---- | ---- |
| 413  | 365  | 544  | 373  | 376  | 406  | 441  | 423  | 448  |

## Culture locale et patrimoine

### Lieux et monuments
- Église Notre-Dame-de-l'Assomption.
- Cimetière de Neuilly (Yonne).

### Personnalités liées à la commune
- Henri Bonnerot (1838-1886), homme politique né à Neuilly.

## Pour approfondir